# やくざ残酷秘録・片腕切断
『やくざ残酷秘録・片腕切断』（やくざざんこくひろく かたうでせつだん）は、1976年10月16日に公開された日本の映画。モノクロ及びパートカラー。R18+。

## 概要
モンドフィルムや偽ドキュメントが全盛の時代に、安藤昇が企画・製作・監督した異色の暴力団探訪ドキュメント。やくざ社会の裏側を初めて撮影し、フェイクとリアルが入り交じるフィルムとなっている。安藤自らナレーションを務めている。
実録ヤクザ映画は1973年の『仁義なき戦い』以降であるが、本作公開時にはマスメディアにまだ本物の極道や親分衆は取材に応じることはなかった。これが実現出来たのは安藤の力ではあるが、彼にこのような映画を撮らせるまで追い込まれた東映実録映画の終焉を早くも予感させる内容となっている。

## キャスト
- ナレーション：安藤昇
- 警視庁刑事：平塚八兵衛（本人）
- 刺青師：梵天太郎（改め聖五郎）

ほか

## スタッフ
- 監督：安藤昇
- 企画：安藤昇
- 撮影：椎塚彰
- 選曲：村田好次
- 録音：太田克己
- 照明：土田勇
- 記録：杉本英幸
- 編集：菅野順吉

## 製作

### 企画
この年日本でも公開された『グレートハンティング』や『スナッフ』といった残酷洋画の連続ヒットに刺激を受けた当時の岡田茂東映社長が、同年夏に「"見世物映画"で押しまくる」と宣言、「（1976年）下半期の東映ラインナップは、実録ものをさらにドギツク、リアルにした"ドキュメンタリー・ドラマ路線"の新設する」と発表し、東映版『グレートハンティング』の位置付けとして企画された。

### 撮影
企画を東映に持ち込んだ安藤昇によれば、撮影を兼ねる椎塚彰との共同監督だという。指詰めシーンはフェイクなしで、安藤が知り合いの暴力団構成員に「30万円出すから指を切るヤツいないか」と訊ねたところ、実際に指詰めシーンが撮影できた。すぐに接合させようと医者を現場に待機させていたが、その男は「いらない」と手当だけしてその日は帰途についた。安藤たちが男に労をねぎらってやろうとクランクアップ後に高級旅館に招待して御馳走を振る舞い、詰めた指を男に返したが、それを冷蔵庫に入れたまま持ち帰らず、旅館の従業員が冷蔵庫を開けて腰を抜かしたという。

## 作品の評価
高田宏治は「例えフェイクが含まれているとしても、ほぼ全て犯罪行為といえるこのような映画が劇場で公開されていたことが、今のご時世を考えると信じがたい」と評している。

## 映像ソフト
- 東映ビデオからビデオソフト（VHS）が発売されたが絶版となっている。

## 同時上映
劇場により、5本の映画を二本立てないし三本立ての組み合わせという珍しい興行が行われた。